# منصور بهرامی
منصور بهرامی (زادهٔ ۷ اردیبهشت ۱۳۳۵ در اراک) تنیس‌باز حرفه‌ای ایرانی مقیم فرانسه است. او امروزه به صورت نمایشی، تنیس بازی می‌کند.

## آغاز به کار
او از سن ۲ سالگی با توپ تنیس آشنا شد زیرا پدر او در ورزشگاه امجدیه کار می‌کرد. منصور بهرامی در آغاز کار به دلیل نبود امکانات و راکت با جارو و ماهی‌تابه تمرین تنیس می‌کرده و هیچگاه مربی نداشته است. او تمرینات جدی خود را در زمینه تنیس از سن ۱۳ سالگی شروع کرد و در سن ۱۵ سالگی قهرمان جوانان ایران و به همراه محرم خدائی قهرمان دو نفره آسیا در رده جوانان شد و در سن ۱۶ سالگی به عضویت تیم ملی بزرگسالان در جام دیویس درآمد.

## پیش از انقلاب
در سال ۱۳۵۳ در بازی‌های آسیایی شرکت نمود و در مسابقات دو نفره قهرمان آسیا شد و همچنین در مسابقات بی‌شمار بین‌المللی از جمله مسابقات گالیا کاپ در چکسلواکی به همراهی علی مدنی و محرم خدائی با شکست دادن تیم‌های تنیس هلند؛ رومانی و فرانسه به همراه تیم تنیس چکسلواکی در شهر ماریا نسک لازنه به فینال مسابقات راه یافتند.
یکی از بدترین شکستهای منصور بهرامی در مسابقات بین‌المللی تهران در سال ۱۳۵۶ تهران با باب هیوت در مسابقات انفرادی رخ داد. او مقصر اصلی آن را فدراسیون وقت می‌داند. منصور بهرامی در همان سال قهرمان مسابقات جام «دنیای ورزش» شد.

## خروج از ایران
در سال‌های نخست پس از انقلاب ۱۳۵۷ ایران، تنیس، یک ورزش سرمایه‌داری به‌شمار می‌رفت؛ بنابراین زمین‌های تنیس بسته شدند. بهرامی برای سه سال با بازی تخته نرد سر خود را گرم کرد. اما سرانجام به فرانسه رفت. منصور بهرامی در سال ۱۳۵۹ در مسابقات جام انقلاب که برای نخستین بار در استادیوم تازه تأسیس مجموعه ورزشی انقلاب برگزار شد شرکت نمود و به همراه علی مدنی به فینال مسابقات راه یافتند و در پایان برنده مسابقه شد. جایزه آن مسابقه، یک بلیط رفت و برگشت به آتن بود. اما بهرامی آنرا با بلیت رفت و برگشت به فرانسه عوض کرد و بدین ترتیب به فرانسه رفت.

## در فرانسه
در پاریس با سختی‌های فراوان (به دلیل عدم قبول عنوان پناهنده سیاسی که بالاخره نتیجه گرفت) توانست خود را بین تنیس بازان فرانسوی مطرح نماید.
در فرانسه هنگامی که بهرامی موفق شد خود را وارد تور تنیس‌بازان حرفه‌ای کند سن او از ۳۰ سال گذشته بود و نمی‌توانست در مسابقات انفرادی با تنیس‌بازان جوانتر از خود رقابت کند. به جای آن به بازی‌های دو نفره پرداخت و در جمع بازیکنان این رشته، سرشناس شد. اوج تنیس حرفه ای او در سال ۱۹۸۹ (میلادی) بود که در مسابقات تنیس جام آزاد فرانسه به فینال مسابقات دوبل رسید.
وی در فرانسه بمدت ۶ سال پیاپی در مسابقات بسیار شرکت نمود و پس از آن در سن ۳۰ سالگی توانسته در مسابقات انجمن تنیس حرفه‌ای شرکت کند و در انفرادی توانست به رده ۱۸۰ دنیا دست یابد. او در مسابقات دو نفره، برنده ۵ مسابقه انجمن تنیس حرفه‌ای و ۱۲ بار هم فینالیست بوده که مهم‌ترین آن‌ها آزاد فرانسه ۱۹۸۹ - مونت‌کارلو ۱۹۸۷ - پاریس اپن ۱۹۸۶ (میلادی) هستند.

## سینیور تور
اوج آوازه و محبوبیت بهرامی از سال ۱۹۹۳ آغاز شد که انجمن تنیس حرفه‌ایی تنیس تور قهرمانان را برای بازیکنان بالای ۳۵ سال راه انداخت. بهرامی در این تور شانه به شانه نامدارانی چون ایلی ناستازی، بیورن بوری و جان مک‌انرو سراسر جهان را درنوردید و در رقابت‌های گوناگون درخشید. او در سال ۲۰۰۰ (میلادی) به جایگاه نفر نخست جهان رسید و مجموعاً ۱۲ مسابقه سینیور تور برده است. این مسابقات ۲۰۰۲–۲۰۰۳ آزاد آمریکا - ۶ سال فینال و در هفتمین سال برنده مسابقات آزاد فرانسه - ۱۹۹۵ فینالیست مسابقات ویمبلدون - آزاد فرانسه در مسابقات دو نفره هستند.

## سفر به ایران
منصور بهرامی دو سال پیاپی به ایران رفت و به اجرای تنیس نمایشی در مجموعه انقلاب پرداخت. اما مشکلاتی را سر راه دید و دیگر به ایران بازنگشت.

## دونالد ترامپ
در سال ۲۰۰۲ دونالد ترامپ از منصور بهرامی و چندین تنیس‌باز سرشناس دیگر دعوت کرد تا برای جمع‌آوری کمک مالی برای درمان سرطان پروستات، در خانه شخصی او تنیس بازی کنند. در پایان این برنامه، ۱/۷ میلیون دلار آمریکا پول، جمع شد. منصور بهرامی در سال ۲۰۱۹ گفت که دیگر حتی با دریافت نیم میلیون دلار هم به خانه دونالد ترامپ نمی‌رود.